# Seonwon-myeon
Seonwon-myeon (koreanska: 선원면) är en socken i landskommunen Ganghwa-gun i provinsen Incheon,  50 km nordväst om huvudstaden Seoul. Seonwon-myeon ligger på ön Ganghwado.